# Shannon Rick

a Compétitions nationales et continentales officielles uniquement.

Dernière mise à jour le 11 août 2016.
Shannon Rick, né le 21 octobre 1988 à East London, est un joueur sud-africain de rugby à XV qui évolue au poste de demi de mêlée. 

## Biographie
Après avoir évolué en Afrique du Sud avec les Griquas, les Eagles, les Border Bulldogs, les Natal Sharks, il rejoint pour la  saison 2014-2015 de Pro D2 le club français du SC Albi. Il participe à la bonne saison du club qui parvient à se qualifier pour les demi-finales d'accession.
Pour la saison 2016-2017 il rejoint les rangs du RC Aubenas Vals en championnat de Fédérale 1.